# Shōwa (Kamakura)
Shōwa (japanska: 正和?, Shōwa), 1312–1317, är en period i den japanska tideräkningen. Kejsare var Hanazono och shogun Morikuni Shinnō.
Perioden skall inte förväxlas med 1900-talsperioden Shōwa.